# Ciclismo ai Giochi della IV Olimpiade - 5000 metri
La competizione dei 5000 metri  di Ciclismo dei Giochi della IV Olimpiade si tenne i giorni 17 e 18 luglio 1908 allo stadio di White City a Londra, nel Regno Unito.
La prova consisteva in una gara sulla distanza di 5000 metri su pista. I concorrenti dovevano completare la distanza entro il limite di tempo di 9 minuto, 25 secondi.

## Risultati

### Qualificazioni
Si disputarono 7 serie i vincitori accedevano alla finale.
1ª serie
| Pos. | Atleta               | Nazione     | Tempo  |
| ---- | -------------------- | ----------- | ------ |
| 1    | Johannes van Spengen | Paesi Bassi | 8'39"8 |
| 2    | Dan Flynn            | Regno Unito |        |
| 3    | Guglielmo Malatesta  | Italia      |        |
| 4    | Pierre Seginaud      | Francia     |        |
| -    | Bill Bailey          | Regno Unito | DNF    |

2ª serie
| Pos. | Atleta         | Nazione     | Tempo  |
| ---- | -------------- | ----------- | ------ |
| 1    | Émile Maréchal | Francia     | 9'01"4 |
| 2    | Fred McCarthy  | Canada      |        |
| 3    | Anton Gerrits  | Paesi Bassi |        |
| -    | Ernie Payne    | Regno Unito | DNF    |
| -    | Émile Demangel | Francia     | DQ     |

3ª serie
| Pos. | Atleta           | Nazione   | Tempo  |
| ---- | ---------------- | --------- | ------ |
| 1    | André Auffray    | Francia   | 8'56"8 |
| 2    | Hermann Martens  | Germania  |        |
| 3    | Philip Freylinck | Sudafrica |        |
| 4    | Bruno Götze      | Germania  |        |
| 5    | William Morton   | Canada    |        |

4ª serie
| Pos. | Atleta                      | Nazione     | Tempo  |
| ---- | --------------------------- | ----------- | ------ |
| 1    | Gerard Bosch van Drakestein | Paesi Bassi | 8'42"8 |
| 2    | W. F. Magee                 | Regno Unito |        |
| 3    | Paul Texier                 | Francia     |        |
| 4    | Harry Passmore              | Sudafrica   |        |
| -    | André Poulain               | Francia     | DNF    |

5ª serie
| Pos. | Atleta               | Nazione     | Tempo  |
| ---- | -------------------- | ----------- | ------ |
| 1    | Benjamin Jones       | Regno Unito | 9'08"8 |
| 2    | Karl Neumer          | Germania    |        |
| 3    | Cesare Zanzottera    | Italia      |        |
| -    | Georgius Damen       | Paesi Bassi |        |
| -    | Max Götze            | Germania    |        |
| -    | Joe Lavery           | Regno Unito |        |
| -    | Gaston Delaplane     | Francia     |        |
| -    | Frank Shore          | Sudafrica   |        |
| -    | Richard Villepontoux | Francia     |        |

6ª serie
| Pos. | Atleta              | Nazione     | Tempo  |
| ---- | ------------------- | ----------- | ------ |
| 1    | Clarrie Kingsbury   | Regno Unito | 8'53"0 |
| 2    | Guglielmo Morisetti | Italia      |        |
| 3    | Dorus Nijland       | Paesi Bassi |        |
| 4    | Gaston Dreyfus      | Francia     |        |
| -    | Walt Andrews        | Canada      |        |
| -    | Albert Calvert      | Regno Unito |        |

7ª serie
| Pos. | Atleta                | Nazione     | Tempo  |
| ---- | --------------------- | ----------- | ------ |
| 1    | Maurice Schillès      | Francia     | 7'55"4 |
| 2    | C. V. Clark           | Regno Unito |        |
| 3    | Will Anderson         | Canada      |        |
| -    | Guillaume Coeckelberg | Belgio      |        |
| -    | Richard Katzer        | Germania    |        |
| -    | Georges Perrin        | Francia     |        |
| -    | Floris Venter         | Sudafrica   |        |

### Finale
| Pos.    | Atleta                      | Nazione     | Tempo  |
| ------- | --------------------------- | ----------- | ------ |
| Oro     | Benjamin Jones              | Regno Unito | 8'36"2 |
| Argento | Maurice Schillès            | Francia     |        |
| Bronzo  | André Auffray               | Francia     |        |
| 4       | Émile Maréchal              | Francia     |        |
| 5       | Clarrie Kingsbury           | Regno Unito |        |
| 6       | Johannes van Spengen        | Paesi Bassi |        |
| 7       | Gerard Bosch van Drakestein | Paesi Bassi |        |